# Coccidiphila gerasimovi
Coccidiphila gerasimovi är en fjärilsart som beskrevs av Aleksandr Sergeievich Danilevsky 1950. Coccidiphila gerasimovi ingår i släktet Coccidiphila och familjen brokmalar, Momphidae. Inga underarter finns listade i Catalogue of Life.